# Delia unduliloba
Delia unduliloba är en tvåvingeart som beskrevs av Griffiths 1993. Delia unduliloba ingår i släktet Delia och familjen blomsterflugor. Inga underarter finns listade i Catalogue of Life.